# 奇卜察克部
奇布察克部，又译克普恰克部、钦察部等，哈萨克族中玉兹的一个主要部落，源自历史上的钦察人，主要分布在从阿尔泰山脉至多瑙河一带。

## 族源
“奇布察克”即“钦察”，史书中又作“可弗叉”、“乞卜察兀”、“克普恰克”等，突厥重要支系。钦察人原在额尔齐斯河流域游牧，11世纪向西扩展至黑海、里海以北广大地区，即后世所称“钦察草原”。钦察部后来逐渐融合于中亚地区的多个民族之中，蒙古、柯尔克孜、乌孜别克、諾蓋人、韃靼族和卡拉卡爾帕克族、巴什基爾族等民族中皆有其分支。哈萨克族中的钦察部在元代时属东钦察，主要从事畜牧业，放牧马、牛、羊和骆驼等。

## 历史
清乾隆二十二年（1757年），中玉兹的奇布察克部归附清朝，驻牧于伊犁西北境。

## 人口
| 地区         | 钦察部人口（万人） | 占当地哈萨克族比例 |
| ------------ | ------------------ | ------------------ |
| 库斯塔奈县   | 4.7                | 41%                |
| 鄂木斯克县   | 1.07               | 28%                |
| 巴甫洛达尔县 | 1.48               | 10.3%              |
| 阿克莫拉     | 1.09               | 6.6%               |
| 佩罗夫斯基   | 3.29               | 22.5%              |
| 图尔盖       | 4.29               | 46%                |
| 全俄罗斯帝国 | 16.9               | 4.5%               |

## 相关
现代哈萨克语就是在古代钦察语的基础上形成的。